# Kolchida
Kolchida (Georgisch: კოლხიდა; Russisch: Колхида), of ook wel Pschara voor Abchaziërs (Abchazisch: Ԥсахара; Russisch: Псахара), is een dorp in de Georgische autonome en feitelijk afgescheiden republiek Abchazië, dat ligt in het district Gagra. Het dorp ligt in de vlakte van de monding van de Bzipi, tussen de steden Gagra en Pitsoenda.

## Geschiedenis
Aanvankelijk was hier het Russische militaire fort Colchis en het landgoed "Colchis" van de Russische grootvorst Alexander Michajlovitsj gevestigd. Later in de 20e eeuw ontstond de nederzetting. Er waren Zemo-, Sjida- en Kvemo Kolchis (Boven, Midden en Beneden Colchis). Sjida Colchis werd ook wel Pschara genoemd dat ook het centrum van Kolchis was. Deze plek stond rond 1900 onofficieel bekend onder de naam Otradnoje (Russisch: Отрадное), naar het landgoed met deze naam van hertog Alexander van Oldenburg die het kuuroord Gagra oprichtte. In 1992 werd de algemene naam voor het dorp Colchis door de Abchaziërs vervangen door Pschara, maar voor de Georgische wet bleef Kolchida staan.
Het gebied tussen Pitsoenda en Gagra, en daarmee ook Kolchida, was in april 1919 het strijdtoneel van gevechten tussen de Democratische Republiek Georgië en het Witte Leger onder leiding van Anton Denikin. De gevechten gingen om de controle over het noordelijke deel van Abchazië, waarbij de Witten werden teruggedreven naar de rivier Pso-oe, de tegenwoordige grens met Rusland.
Tijdens het Georgisch-Abchazisch conflict in 1992-1993 werden in Kolchida 57 personen om het leven gebracht, wat gepaard ging met zware mensenrechtenschendingen, zoals marteling, verminking en verbranding.

## Demografie
Volgens de Abchazische volkstelling van 2011 had Kolchida 2492 inwoners. De Armeniërs zijn in het dorp de meerderheid met bijna 60%, gevolgd door de Abchaziërs (29,2%) en Russen (6,8%). De Georgiërs waren tot het Georgisch-Abchazisch conflict de grootste bevolkingsgroep, maar zij zijn vrijwel geheel verdreven.
| Aantal                                                                                                   | 804   | 1709  | 2153 | 3414 | 3102 | 2492  |  |  |  |  |  |  |  |  |
| |       |       |      |      |      |       |  |  |  |  |  |  |  |  |
| Abchaziërs                                                                                               | 8,6%  | 8,9%  | -    | -    | -    | 29,2% |  |  |  |  |  |  |  |  |
| Armeniërs                                                                                                | 20,8% | 23,6% | -    | -    | -    | 59,6% |  |  |  |  |  |  |  |  |
| Georgiërs                                                                                                | 63,1% | 43,8% | -    | -    | -    | 2,2%  |  |  |  |  |  |  |  |  |
| Russen                                                                                                   | 1,9%  | 12,0% | -    | -    | -    | 6,8%  |  |  |  |  |  |  |  |  |
| Verantwoording data: 1926-2011. Noot: De Abchazische cijfers vanaf 1994 worden niet erkend door Georgië. |       |       |      |      |      |       |  |  |  |  |  |  |  |  |

## Vervoer
Kolchida ligt aan de Georgische S1 / E97, de belangrijkste hoofdroute door Abchazië. In het dorp begint de Gagra Bypass die in de jaren 1970 werd gebouwd door een aantal tunnels.